# Initiative populaire « pour une Suisse sans armée et pour une politique globale de paix »

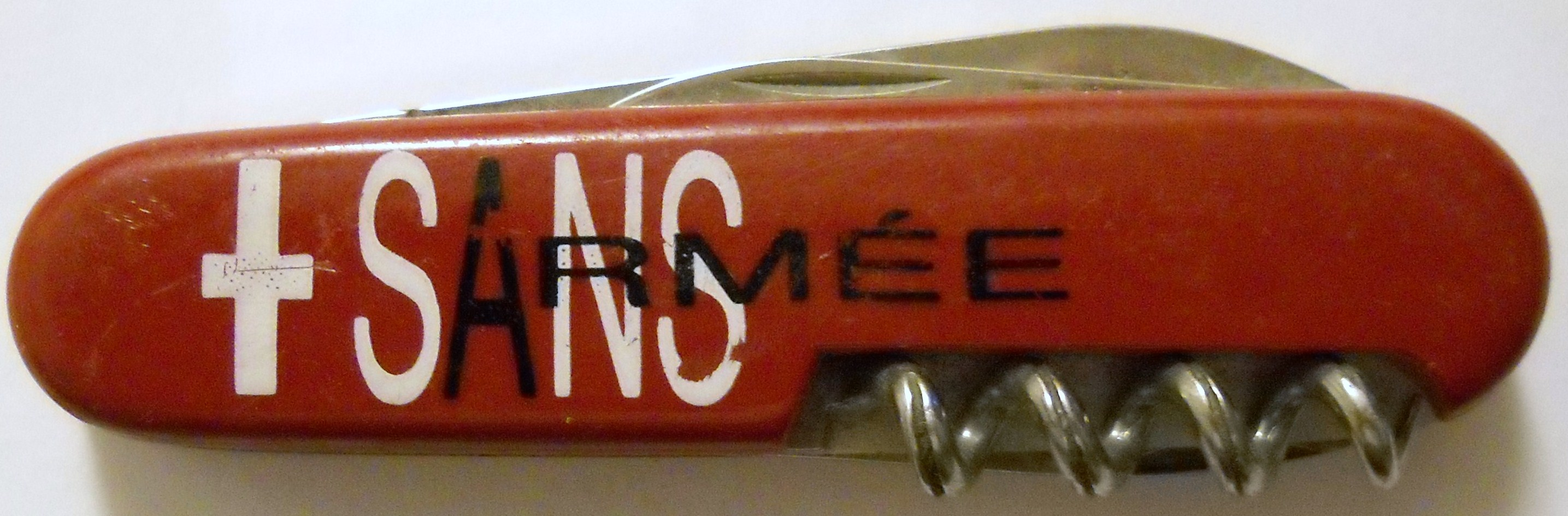
Un couteau suisse créé par le Groupe pour une Suisse sans armée à l'occasion de cette initiative populaire.

L'initiative populaire « pour une Suisse sans armée et pour une politique globale de paix » est une initiative populaire fédérale suisse, rejetée par le peuple et les cantons le 26 novembre 1989.

## Contenu
L'initiative propose d'ajouter un article 17 à la Constitution fédérale pour supprimer l'armée suisse et explicitement interdire à la Confédération et aux cantons d'entretenir une force armée. Elle spécifie également que « la Suisse mène une politique globale de paix [..] en favorisant la solidarité entre les peuples ».
Le texte complet de l'initiative peut être consulté sur le site de la Chancellerie fédérale.

## Déroulement

### Contexte historique
Bien que la suppression pure et simple de l'armée n'ait encore jamais été demandée par voix d'initiative populaires, plusieurs propositions de ce type ont été faites pour diminuer ou contrôler les dépenses militaires. La première d'entre elles, déposée en 1954 et intitulée « pour la réduction temporaire des dépenses militaires (trêve de l'armement) », est invalidée par le Parlement pour vice de forme le 12 décembre 1955. Deux ans plus tard, les initiatives « pour la limitation des dépenses militaires » et « Solidarité sociale et internationale » sont déposées ; elles sont toutefois retirées toutes les deux à la suite de l'intervention des troupes soviétiques en Hongrie lors des événements du printemps de Prague, avant que le Conseil fédéral ne puisse les évaluer.
Dès le dépôt de l'initiative, ses auteurs ont admis qu'il ne croyaient pas en sa réussite ; ils la positionnent comme une utopie visant à « mettre en mouvement un processus de formation de la conscience visant la transformation politique de la société »

### Récolte des signatures et dépôt de l'initiative
La récolte des 100 000 signatures a débuté le 12 mars 1985. L'initiative a été déposée le 12 septembre de l'année suivante à la chancellerie fédérale qui l'a déclarée valide le 11 novembre.

### Discussions et recommandations des autorités
Le parlement et le Conseil fédéral recommandent le rejet de cette initiative. Dans son rapport aux chambres fédérales, le gouvernement statue que, sans armée « ni notre indépendance, ni l'intégrité de notre territoire, ni la protection de notre population contre des attaques étrangères ne pourraient plus être garanties ». Il rappelle également que cette suppression irait à l'encontre des obligations faites aux États neutres d'assurer la défense de leur territoire tout en ayant de lourdes conséquences sur l'économie nationale.

### Votation
Soumise à la votation le 26 novembre 1989, l'initiative est refusée par des 18 ; 6/2 cantons (soit tous à l'exception des cantons de Genève et du Jura) et par 64,4 % des suffrages exprimés. Le tableau ci-dessous détaille les résultats par cantons :

## Effets
Le score relativement élevé obtenu par l'initiative va provoquer une surprise dans le monde politique suisse et va pousser l'armée à entamer une réflexion sur son rôle et son organisation, réflexion qui débouchera, quelques années plus tard, sur la mise en place de la réforme « Armée 95 » selon le Groupe pour une Suisse sans armée qui lancera, quelques années plus tard, de nouvelles initiatives respectivement « pour une Suisse sans nouveaux avions de combat » rejetée le 6 juin 1993, « La solidarité crée la sécurité : pour un service civil volontaire pour la paix » et « pour une politique de sécurité crédible et une Suisse sans armée », rejetées le 2 décembre 2001,.